# Parikalcitol
Parikalcitol (Zemplar) je lek koji se koristi za sprećavanje i tretman sekundarnog hiperparatiroidizma (ekscesivne sekrecije paratiroidnog hormona) vezanog za hroničnu bubrežnu insuficijenciju. Hemijski, on je 19-nor-1,25-(OH)2-vitamin D2 ili 19-nor-1,25-dihidroksivitamin D2. On je analog 1,25-dihidroksiergokalciferola, aktivne forme vitamina D2.

## Spoljašnje veze
|  | Molimo Vas, obratite pažnju na važno upozorenje u vezi sa temama iz oblasti medicine (zdravlja). |